# Леннарт Бергелін
Леннарт Бергелін (швед. Lennart Bergelin; 10 червня 1925 — 4 листопада 2008) — колишній шведський тенісист.
Найвищу одиночну позицію світового рейтингу — 9 місце досяг 1948 року (за даними Джона Олліффа).
Здобув 25 одиночних титулів.
Перемагав на турнірах Великого шолома в парному розряді.
Завершив кар'єру 1955 року.

## Фінали турнірів Великого шолома

### Парний розряд (1 перемога)
| Результат | Рік  | Турнір            | Покриття | Партнер                    | Суперники                  | Рахунок         |
| --------- | ---- | ----------------- | -------- | -------------------------- | -------------------------- | --------------- |
| Перемога  | 1948 | Чемпіонат Франції | Ґрунт    | Ярослав Дробний (тенісист) | Геррі Гопмен Френк Седжмен | 8–6, 6–1, 12–10 |